# Filmografia de Wilson Grey
Esta lista reúne os filmes em que trabalhou o ator brasileiro Wilson Grey, separados por décadas.

## Década de 1990
| Ano  | Título                               | Personagem          |
| ---- | ------------------------------------ | ------------------- |
| 1996 | O Lado Certo da Vida Errada          | —                   |
| 1993 | A TV Que Virou Estrela de Cinema     | —                   |
| 1992 | A Maldição do Sanpaku                | —                   |
| 1991 | Vai Trabalhar, Vagabundo II: a Volta | Ermírio             |
| 1990 | Corpo em Delito                      | —                   |
| 1990 | O Escorpião Escarlate                | Lassale, o Repórter |

## Década de 1980
| Ano  | Título                                         | Personagem               |
| ---- | ---------------------------------------------- | ------------------------ |
| 1989 | Minas-Texas                                    | Tony Abreu               |
| 1988 | Banana Split                                   | Garçom do " Le Moulin"   |
| 1988 | Amor Vagabundo                                 | —                        |
| 1987 | Alta Rotação                                   | Péricles                 |
| 1987 | Os Fantasmas Trapalhões                        | Giovanni                 |
| 1987 | Leila Diniz                                    | Garçom                   |
| 1987 | Memória Viva                                   | —                        |
| 1986 | Baixo Gávea                                    | Wilson                   |
| 1986 | A Dança dos Bonecos                            | Sr. Kapa                 |
| 1986 | As Sete Vampiras                               | Fu Manchu                |
| 1985 | Um Filme 100% Brasileiro                       | —                        |
| 1985 | Ópera do Malandro                              | Satiro                   |
| 1985 | Brás Cubas                                     | —                        |
| 1985 | O Beijo da Mulher Aranha                       | Fiasco                   |
| 1985 | Os Bons Tempos Voltaram: Vamos Gozar outra vez | Garçom                   |
| 1984 | Águia na Cabeça                                | Helinho                  |
| 1984 | A Boca do Prazer                               | —                        |
| 1984 | O Sexo de Qualquer Maneira                     | —                        |
| 1984 | Eteia, a Extraterrestre e sua aventura no Rio  | Judeu                    |
| 1984 | Memórias do Cárcere                            | Gaúcho, o prisioneiro    |
| 1983 | Bar Esperança                                  | Profeta                  |
| 1983 | Estranhas Relações                             | Empresário               |
| 1983 | O Mágico e o Delegado                          | Rapaz na Cadeia          |
| 1982 | Os Trapalhões na Serra Pelada                  | Rufino                   |
| 1982 | Luz del Fuego                                  | Heleno, amigo de Teodoro |
| 1982 | Rio Babilônia                                  | —                        |
| 1982 | Escalada da Violência                          | Rato Seco                |
| 1982 | Depravações 2                                  | —                        |
| 1982 | O Santo e a Vedette                            | —                        |
| 1982 | O Segredo da Múmia                             | Expedito Vitus           |
| 1982 | Tem Piranha no Áquario                         | Valdo                    |
| 1982 | Insônia                                        | —                        |
| 1982 | O Homem do Pau-brasil                          | —                        |
| 1981 | Engraçadinha                                   | Odorico                  |
| 1981 | O Incrível Monstro Trapalhão                   | Sr. Correção             |
| 1981 | Bonitinha, mas Ordinária ou Otto Lara Resende  | Coveiro                  |
| 1980 | Uma Vez Flamengo                               | Turfista                 |
| 1980 | O Fruto do Amor                                | —                        |
| 1980 | Crônica de um Industrial                       | Político                 |
| 1980 | O Gigante da América                           | —                        |
| 1980 | Parceiros da Aventura                          | Chefe da portaria        |
| 1980 | Bububu no Bobobó                               | —                        |

## Década de 1970
| Ano  | Título                                          | Personagem                          |
| ---- | ----------------------------------------------- | ----------------------------------- |
| 1979 | Sexo e Sangue                                   | Dr. Jacinto                         |
| 1979 | As Borboletas também Amam                       | Tarado                              |
| 1979 | O Coronel e o Lobisomem                         | João Fonseca                        |
| 1979 | Foragidos da Violência                          | Caseiro                             |
| 1979 | Lerfá Mú                                        | —                                   |
| 1979 | República dos Assassinos                        | Felipão                             |
| 1979 | Uma Fêmea do Outro Mundo                        | Coveiro                             |
| 1979 | A Virgem Camuflada                              | Dr. Kustura                         |
| 1978 | Agonia                                          | Mudo                                |
| 1978 | A Noiva da Cidade                               | Plácido                             |
| 1978 | Empregada para Todo Serviço                     | Vizinho                             |
| 1978 | Se Segura, Malandro!                            | Ascensorista                        |
| 1977 | Anchieta, José do Brasil                        | Antonio Luiz                        |
| 1977 | Jorden er flad                                  | Joaquim Montanha                    |
| 1977 | Aventura na Floresta Encantada                  | Administrador                       |
| 1977 | Os Amores da Pantera                            | —                                   |
| 1977 | Barra Pesada                                    | Teleco                              |
| 1977 | Pensionato das Vigaristas                       | Gastão                              |
| 1977 | Ladrões de Cinema                               | Urso                                |
| 1977 | Na Ponta da Faca                                | Horácio                             |
| 1977 | Revólver de Brinquedo                           | —                                   |
| 1977 | O Trapalhão nas Minas do Rei Salomão            | Kurt, o Ermitão                     |
| 1977 | Ódio                                            | —                                   |
| 1977 | Costinha e o King Mong                          | —                                   |
| 1977 | O Monstro Caraíba                               | —                                   |
| 1976 | Gordos e Magros                                 | Pai do Magro                        |
| 1976 | O Ibraim do Subúrbio                            | Coruja                              |
| 1976 | Costinha, o Rei da Selva                        | Dr. Sokura                          |
| 1976 | Ninguém Segura Essas Mulheres                   | Mendigo                             |
| 1976 | Tem Alguém na Minha Cama                        | Ticão                               |
| 1976 | Ovelha Negra, uma Despedida de Solteiro         | Wilson                              |
| 1976 | Perdida                                         | Seu Viriato                         |
| 1975 | O Monstro de Santa Teresa                       | —                                   |
| 1975 | Ana, a Libertina                                | Porteiro                            |
| 1975 | As Desquitadas                                  | —                                   |
| 1975 | Nem os Bruxos Escapam                           | Bêbado                              |
| 1975 | I Love Bacalhau                                 | Sequestrador                        |
| 1975 | O Roubo das Calcinhas                           | Fininho                             |
| 1975 | Ladrão de Bagdá, O Magnífico                    | Selim                               |
| 1975 | Assim Era a Atlântida                           | Ele mesmo                           |
| 1975 | Com as Calças na Mão                            | Taxista                             |
| 1975 | As Alegres Vigaristas                           | —                                   |
| 1974 | O Filho do Chefão                               | —                                   |
| 1974 | A Estrela Sobe                                  | Negrinho                            |
| 1974 | A Rainha Diaba                                  | Manco                               |
| 1974 | O Último Malandro                               | Oficial de justiça                  |
| 1974 | As Transas do Turfe                             | —                                   |
| 1973 | O Fraco do Sexo Forte                           | Wilson                              |
| 1973 | O Rei do Baralho                                | Jogador                             |
| 1973 | Sagarana, o Duelo                               | Cigano                              |
| 1973 | Tati                                            | Mendigo                             |
| 1973 | Vai Trabalhar, Vagabundo                        | Tainha                              |
| 1973 | O Super Careta                                  | —                                   |
| 1972 | Salve-se Quem Puder - Rally da Juventude        | Chefe dos bandidos                  |
| 1972 | Guru das Sete Cidades                           | Fininho                             |
| 1972 | Ali Babá e os Quarenta Ladrões                  | Chico                               |
| 1972 | Os Inconfidentes                                | Joaquim Silvério dos Reis           |
| 1972 | Quando o Carnaval Chegar                        | Capanga do anjo                     |
| 1972 | A Viúva Virgem                                  | Zelador                             |
| 1972 | Procura-se Uma Virgem                           | —                                   |
| 1971 | Os Devassos                                     | Convidado                           |
| 1971 | O Doce Esporte do Sexo                          | —                                   |
| 1971 | O Barão Otelo no Barato dos Bilhões             | representante da polícia particular |
| 1971 | O Capitão Bandeira contra o Doutor Moura Brasil | Motorista de táxi                   |
| 1971 | Como Ganhar na Loteria sem Perder a Esportiva   | Bicheiro                            |
| 1971 | O Lobisomem                                     | Lobisomem                           |
| 1971 | Lúcia McCartney, uma Garota de Programa         | —                                   |
| 1971 | As Quatro Chaves Mágicas                        | Ladrão 3                            |
| 1971 | Vale do Canaã                                   | Agrimensor                          |
| 1970 | Pindorama                                       | Diogo                               |
| 1970 | O Abismo                                        | Secretário e Capanga                |
| 1970 | O Bolão                                         | —                                   |
| 1970 | A Família do Barulho                            | —                                   |
| 1970 | Sangue Quente em Tarde Fria                     | —                                   |
| 1970 | Vida e Glória de um Canalha                     | Acidentado                          |
| 1970 | Salário Mínimo                                  | Secretário de Moreira               |
| 1970 | Os Monstros do Babaloo                          | —                                   |

## Década de 1960
| Ano  | Título                              | Personagem               |
| ---- | ----------------------------------- | ------------------------ |
| 1969 | Pedro Diabo Ama Rosa Meia-Noite     | Vítima da Loja de Roupas |
| 1969 | Sete Homens Vivos ou Mortos         | Morelli                  |
| 1968 | Maria Bonita, Rainha do Cangaço     | Agrônomo                 |
| 1968 | Na Mira do Assassinato              |                          |
| 1968 | Chegou a Hora, Camaradas!           |                          |
| 1967 | Pepétuo contra O Esquadrão da Morte | Chefe de reportagem      |
| 1967 | Mineirinho Vivo ou Morto            | Cobrinha                 |
| 1966 | Samba                               |                          |
| 1966 | Cuidado, Espião Brasileiro em Ação  | Palhaço                  |
| 1966 | Nudista à Força                     |                          |
| 1966 | Paraíba, Vida e Morte de um Bandido | Mudinho                  |
| 1965 | Os Selvagens                        |                          |
| 1964 | Terra dos Amores                    |                          |
| 1963 | Crime no Sacopã                     |                          |
| 1963 | Manaus                              |                          |
| 1963 | Glória de uma Época                 |                          |
| 1963 | Boca de Ouro                        | Dentista                 |
| 1962 | Quero Essa Mulher assim mesmo       |                          |
| 1962 | O Assalto ao Trem Pagador           |                          |
| 1962 | Os Cosmonautas                      | Otávio                   |
| 1961 | Cuidado com Esse Homem              |                          |
| 1961 | Eu Sou o Tal                        |                          |
| 1961 | Um Candango na Belacap              |                          |
| 1960 | Esse Rio que Eu Amo                 |                          |
| 1960 | Marido de Mulher Boa                | Tenório                  |
| 1960 | Tudo Legal                          | Betinho                  |
| 1960 | A Viúva Valentina                   | Geraldo                  |
| 1960 | O Viúvo Alegre                      | Capitão Gregorius        |
| 1960 | Pistoleiro Bossa Nova               | Tenório                  |

## Décadas de 1940 e 1950
| Ano  | Título                       | Personagem                 |
| ---- | ---------------------------- | -------------------------- |
| 1959 | Os Três Cangaceiros          | Bandido                    |
| 1959 | Minervina Vem Aí             | Edgar                      |
| 1959 | Depois do Carnaval           | Hi-Fi                      |
| 1959 | Quem Roubou Meu Samba?       | Paciente                   |
| 1959 | Titio não é Sopa             |                            |
| 1959 | Procura-se Um Céu            |                            |
| 1959 | Cala a Boca, Etelvina        | Assaltante                 |
| 1958 | O Camelô da Rua Larga        | Gringo                     |
| 1958 | O Batedor de Carteiras       |                            |
| 1958 | E o Bicho Não Deu            |                            |
| 1958 | Chico Fumaça                 | Didu, assessor de Limoeiro |
| 1958 | O Contrabando                |                            |
| 1958 | De Pernas pro Ar             | Caveirinha                 |
| 1958 | O Barbeiro que se Vira       | Cliente de Arrelia         |
| 1957 | Na Corda Bamba               | Inácio                     |
| 1957 | Sherlock de Araque           | El Cocho                   |
| 1957 | Canjerê                      |                            |
| 1957 | Maluco por Mulher            |                            |
| 1957 | Metido a Bacana              | Terrorista                 |
| 1957 | Osso, Amor e Papagaios       | Professor Pelino           |
| 1956 | Quem Sabe...Sabe!            | Magro                      |
| 1956 | Boca de Ouro                 |                            |
| 1956 | Vamos com Calma              | King                       |
| 1956 | Fuzileiro do Amor            | Louco do Hosício           |
| 1955 | O Feijão é Nosso             |                            |
| 1955 | Chico Viola Não Morreu       | Maneco                     |
| 1955 | O Grande Pintor              |                            |
| 1955 | Paixão nas Selvas            |                            |
| 1955 | O Primo do Cangaceiro        | Funga-Funga                |
| 1954 | O Rei do Movimento           | Bandido                    |
| 1954 | Nem Sansão nem Dalila        | Rei Anateques              |
| 1954 | Carnaval em Caxias           |                            |
| 1954 | Malandros em Quarta Dimensão |                            |
| 1954 | Matar ou Correr              | Ringo                      |
| 1954 | O Petróleo é Nosso           |                            |
| 1953 | Balança Mas Não Cai          |                            |
| 1953 | A Dupla do Barulho           | Dono do Hotel              |
| 1952 | Carnaval Atlântida           | Amestrador de pulgas       |
| 1952 | Amei um Bicheiro             |                            |
| 1949 | Carnaval no Fogo             |                            |
| 1948 | Hóspede de Uma Noite         |                            |